# Moment electric dipolar

Dipol apă. Reprezentare schematică a unei molecule-dipol de apă: roșu=sarcini negative, albastru=sarcini pozitive, verde=moment-dipol direcționat

Momentul electric dipolar sau de dipol electric este o mărime fizică vectorială care caracterizează o distribuție polarizată spațială de sarcini electrice. Momentul dipolar este o măsură a separării sarcinilor (încărcăturilor) electrice pozitive și negative într-un sistem de sarcini electrice (de exemplu în moleculele substanțelor) și deci o măsură a polarizării sistemului. El este important, pentru caracterizarea legăturilor chimice. Un dipol electric este un sistem format din două sarcini electrice având aceeași valoare absolută, dar semn contrar (contrară polaritate). Unitatea de măsură în Sistemul Internațional este coulomb-metru (C·m), iar în Sistemul CGS este debye (D).

## Sistem de sarcini punctiforme
Într-un sistem-dipol simplu, format din două sarcini-punct, una de valoare +q și cealaltă -q, momentul dipol este:
p = qd , unde:
- d este vectorul deplasare (distanță) între +q și -q, orientat de la -q către   +q.